# Shauna Macdonald
Shauna Macdonald es una ex actriz británica de televisión.

## Biografía
Nació en Malasia donde su padre enseñaba inglés, pero poco después su familia se mudó a Edimburgo, Escocia, donde creció.
Shauna está casada con el actor Cal MacAninch, la pareja tiene tres hijas Jesi-Lilas, Ava-Red Amahle y Ever Eden-Rose MacAninch.

## Carrera
Fue miembro del "Pace Youth Theatre".
En el 2000 obtuvo su primer papel en la televisión cuando interpretó a Heather, la amiga de Marie, durante un episodio de la serie Murder Rooms.
En el 2002 se unió al elenco de la segunda temporada de la popular serie británica Spooks donde dio vida a Sam Buxton, una oficial administrativa de la sección D del MI5, hasta la tercera temporada en el 2003 después de que su personaje decidiera renunciar luego de la muerte del agente Danny Hunter (David Oyelowo).
En el 2005 se unió al elenco principal de la película de terror The Descent donde dio vida a Sarah Carter, una mujer que junto a sus amigas se reúnen en una rústica cabaña en los Montes Apalaches para explorar unas cuevas, en las que pronto se encuentran luchando por sus vidas al descubrir que son perseguidas por unas criaturas.
En el 2009 interpretó nuevamente a Sarah Carter en la película de terror The Descent: Part 2.
En el 2015 se unió al elenco principal de la serie animada Danger Mouse donde presta su voz para el personaje de la profesora Squawkencluck, la jefa de ciencias del Servicio Secreto quien se irrita constantemente con el agente Danger Mouse (Alexander Armstrong) cuando este no le presta atención o toma sus inventos sin permiso.
En el 2016 apareció como invitada en un episodio de la miniserie The Five donde interpretó a Julie Wells de joven.
Ese mismo año apareció en la miniserie Murder donde interpretó a Katrina Durridge, una mujer cuyo hermano es asesinado y cuyo esposo es sospechoso del crimen.

## Filmografía[2]

### Series de televisión
| Año             | Título                                              | Personaje              | Notas                                             |
| --------------- | --------------------------------------------------- | ---------------------- | ------------------------------------------------- |
| 2018 - presente | The Cry                                             | Dra. Wallace           | 4 episodios                                       |
| 2015 - 2017     | Danger Mouse                                        | Prof. Squawkencluck    | 50 episodios                                      |
| 2016            | In Plain Sight                                      | Agnes Muncie           | 2 episodios - miniserie                           |
| 2016            | Halloween Comedy Shorts                             | Jennifer Bruce         | episodio "Ross Noble's Horror: The Catchment"     |
| 2016            | The Five                                            | Julie Wells (de joven) | episodio # 1.10                                   |
| 2016            | Murder                                              | Katrina Durridge       | episodio "The Third Voice" - miniserie            |
| 2015            | Katie Morag                                         | Mrs. Cavendish         | episodio "Katie Morag and the Worst Day Ever"     |
| 2013            | Ripper Street                                       | Martha Fanthorpe       | episodio "A Man of My Company"                    |
| 2012            | Waterloo Road                                       | Yvonne Hegarty         | episodio # 8.25                                   |
| 2011            | Case Histories                                      | Shirley Manning        | 2 episodios                                       |
| 2008            | Bonekickers                                         | Boudica                | episodio "The Eternal Fire"                       |
| 2007            | Wedding Bells                                       | Rhona                  | -                                                 |
| 2006            | Sea of Souls                                        | Rosie Galt             | episodio "The Newsroom"                           |
| 2002 - 2003     | Spooks                                              | Sam Buxton             | 20 episodios                                      |
| 2003            | State of Play                                       | Sonia Baker            | 3 episodios - 'miniserie                          |
| 2002            | Taggart                                             | Helen McCabe           | episodio "Hard Man"                               |
| 2000            | Murder Rooms: Mysteries of the Real Sherlock Holmes | Heather                | episodio "The Dark Beginnings of Sherlock Holmes" |

### Películas
| Año  | Título              | Personaje    | Notas |
| ---- | ------------------- | ------------ | --- |
| 2009 | The Descent: Part 2 | Sarah Carter | junto a Saskia Mulder, Natalie Mendoza, Alex Reid, Nora-Jane Noone, MyAnna Buring, Joshua Dallas y Anna Skellern              |
| 2005 | The Descent         | Sarah Carter | junto a Natalie Mendoza, Alex Reid, Saskia Mulder, MyAnna Buring, Nora-Jane Noone, Oliver Milburn, Molly Kayll y Craig Conway |
| 2004 | The Rocket post     | Gary Lewis   | junto a Patrick Malahide, Eddie Marsan, Clive Russell, Ian McNeice, Niall Maclennan                                           |

### Radio
| Año  | Título                       | Personaje    | Notas                                                                                                 |
| ---- | ---------------------------- | ------------ | --- |
| -    | Rebus the Black Book         | Nell / Marie | - |
| 2011 | Rightfully Mine              | Amy          | junto a Kath Howden y John Paul Hurley                                                                |
| 2004 | Soft Fall the Sounds of Eden | Vari         | junto a Frances Grey, Patricia Kerrigan, Phyllida Law, Cal MacAninch, Colette O'Neil e Iain Robertson |
| -    | In for Penny                 | Karen        | - |

### Teatro
| Año  | Obra                                         | Personaje            | Director (a)    | Teatro           | Notas                                                  |
| ---- | -------------------------------------------- | -------------------- | --------------- | ---------------- | ------------------------------------------------------ |
| 2012 | Born to Run                                  | Jane                 | Gary McNair     | Traverse Theatre | —                                                      |
| 2012 | King Lear                                    | Regan                | Dominic Hill    | Citizens Theatre | junto a George Costigan, David Hayman y Paul Higgins   |
| 2011 | Mary Queen of Scots Got Her Head Chopped Off | Mary, Queen of Scots | Tony Cownie     | The Royal Lyceum | junto a Emily Winter y Ann Louise Ross                 |
| 2006 | Realism                                      | Laura                | Anthony Neilson | National Theatre | junto a Paul Blair, Stuart McQuarrie y Matthew Pidgeon |
| 2003 | A View From A Bridge                         | Catherine            | Toby Frow       | -                | junto a Corey Johnson y Richard Durden                 |
| 2002 | Victory                                      | Devonshire / Pyle    | Kenny Ireland   | The Royal Lyceum | junto a Kathryn Howden y Gilly Gilchrist               |
| -    | Pal Joey                                     | Mesera               | Philip Prowse   | Citizens Theatre | —                                                      |
| -    | The Home Project                             | Mono                 | Anthony Neilson | National Theatre | —                                                      |

## Premios y nominaciones
| Año  | Categoría                                      | Premio         | Película    | Resultado |
| ---- | ---------------------------------------------- | -------------- | ----------- | --------- |
| 2007 | Best Actress                                   | Saturn Award   | The Descent | Nominada  |
| 2006 | Chick You Don't Wanna Mess With (Best Heroine) | Chainsaw Award | The Descent | Nominada  |
| 2006 | Bloodiest Beatdown (junto a Natalie Mendoza)   | Chainsaw Award | The Descent | Nominadas |